# Saison 2013 de l'équipe cycliste Omega Pharma-Quick Step
Vous lisez un « bon article » labellisé en 2014.
La saison 2013 de l'équipe cycliste Omega Pharma-Quick Step est la onzième saison au total de la formation belge dirigée par Patrick Lefevere. Cependant, il s'agit de la deuxième saison sous cette appellation, le sponsor principal Omega Pharma, arrivé de l'ancienne Omega Pharma-Lotto, s'étant rapproché de Quick Step en cours d'année 2011. En tant qu'équipe World Tour, elle participe à l'ensemble du calendrier de l'UCI World Tour, du Tour Down Under en janvier au Tour de Pékin en octobre. Parallèlement au World Tour, Omega Pharma-Quick Step peut participer aux courses des circuits continentaux de cyclisme.
Les principaux coureurs de cette équipe sont Tom Boonen, Tony Martin ainsi que la recrue Mark Cavendish.
L'équipe, la plus victorieuse de la saison à la fois sur le World Tour et sur trois circuits continentaux, gagne notamment dix victoires d'étapes dans les grands tours, et obtient la victoire pour la deuxième année consécutive dans le championnat du monde de contre-la-montre par équipes de marques. Elle ne remporte cependant pas de classiques flandriennes. Septième du classement mondial par équipes de l'Union cycliste internationale (UCI), la formation belge voit son meilleur représentant, Michał Kwiatkowski, occuper la vingt-troisième place du classement individuel.

## Préparation de la saison 2013

### Sponsors et financement de l'équipe
L'équipe Omega Pharma-Quick Step appartient depuis 2011 à la société Decolef, détenue par l'homme d'affaires tchèque Zdeněk Bakala à 70 %, par Patrick Lefevere, manager de la formation, à 20 % et par l'homme d'affaires néerlandais et ancien chief executive officer (CEO) de Belgacom Bessel Kok à 10 %,,,.
Le budget de la structure pour l'année 2013 est de 15 millions d'euros,. La marque de parquets et revêtements de sol Quick Step est engagée jusqu'à la fin de la saison 2014,. La société pharmaceutique Omega Pharma, initialement engagée jusque 2014, porte en cours de saison son soutien jusqu'en fin de saison 2015. Marc Coucke, CEO d'Omega Pharma, déclare en juillet 2013 que l'entreprise apporte entre 4 et 5 millions d'euros par an dans l'équipe.
Outre ces sponsors-titres, plusieurs entreprises sont partenaires d'Omega Pharma-Quick Step. Innergetic, marque appartenant à l'entreprise Latexco, est associée de longue date aux équipes dirigées par Patrick Lefevere. Renson, entreprise de ventilation et protection solaire, est un nouveau sponsor qui s'est engagé pour les saisons 2013 et 2014 et dont le logo apparaît sur les cuissards des coureurs,. Les entreprises Omega Pharma, Quick Step, Latexco et Renson ont la particularité d'être domiciliées dans le même secteur, en région flamande. Une autre entreprise belge, Vermarc (nl), fournit les vêtements de l'équipe et en dessine le maillot. La société d'investissement slovaque Janom est également sponsor de la formation depuis 2012. Grâce à elle, Omega Pharma-Quick Step a pu effectuer un stage de team building dans une base militaire slovaque, en fin d'année 2012,,.
Le fournisseur de cycles est Specialized. Fournisseur de Quick Step de 2007 à 2009, la marque américaine revient dans la formation belge en 2012 après avoir sponsorisé Alberto Contador et ses équipes successives en 2010 et 2011, année où la marque équipe également la formation HTC-Highroad.

### Arrivées et départs

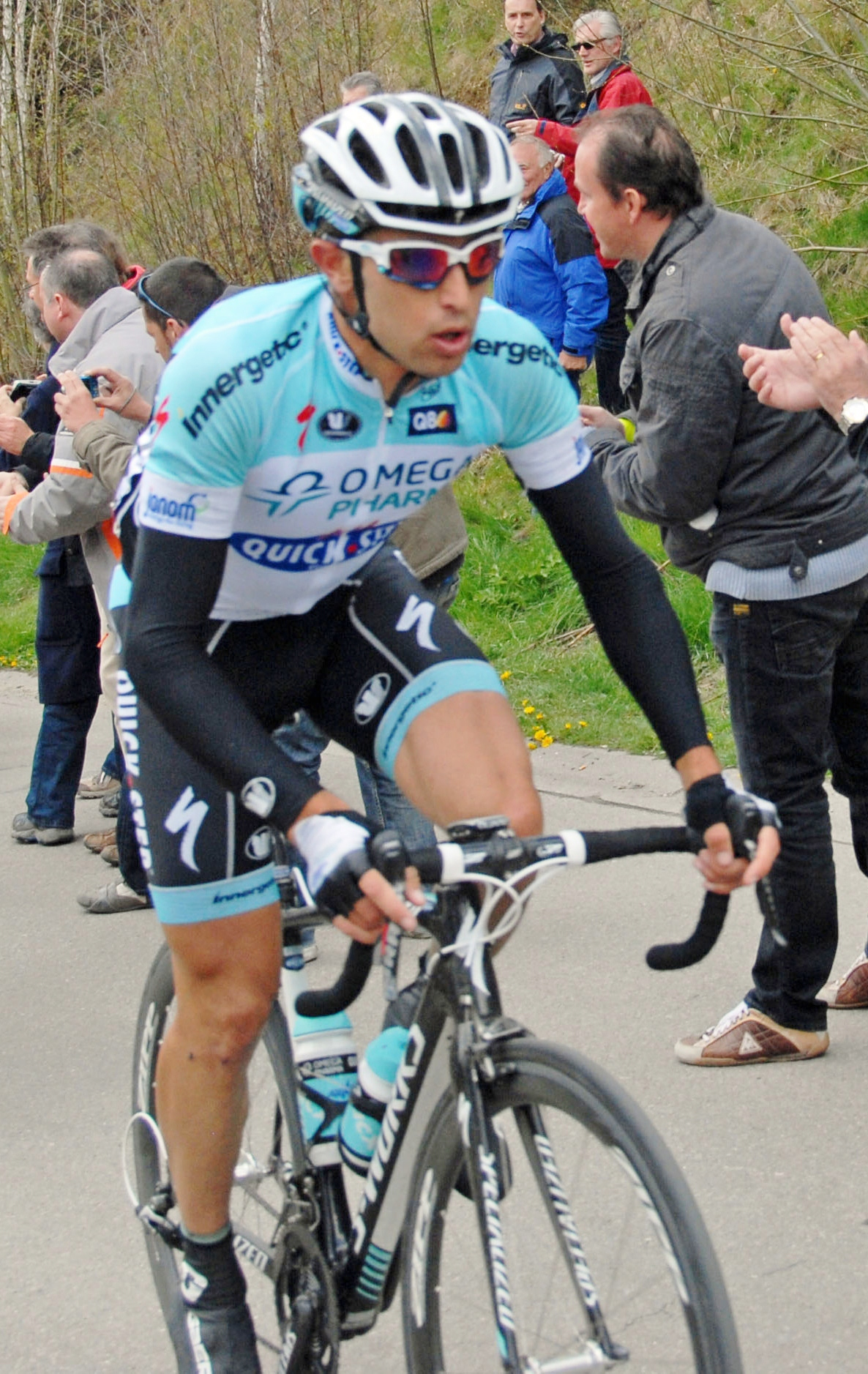
Dario Cataldo part après quatre ans passés dans l'équipe.

Les premières arrivées dans l'équipe Omega Pharma-Quick Step sont officialisées en août 2012 avec les recrutements de Pieter Serry (Topsport Vlaanderen-Mercator) et Gianluca Brambilla (Colnago-CSF Inox),. Les recrues suivantes sont annoncées en octobre : il s'agit de Mark Cavendish, qui quitte une équipe Sky plus focalisée sur les courses par étapes que les sprints, et de Carlos Verona (Burgos BH-Castilla y León). Enfin, en novembre, Gianni Meersman, membre d'une équipe Lotto-Belisol qui n'a pas encore renouvelé sa licence World Tour, résilie son contrat avec cette formation en usage du règlement de l'Union cycliste internationale et s'engage avec Omega Pharma-Quick Step, dont la licence World Tour 2013 est assurée.
Dans le même temps, six coureurs quittent la formation belge. Marco Bandiera signe dans la nouvelle équipe continentale professionnelle suisse IAM. Ses compatriotes italiens Dario Cataldo et Francesco Chicchi rejoignent respectivement Sky et Vini Fantini-Selle Italia,. Matthew Brammeier est recruté par Champion System et Gerald Ciolek par MTN-Qhubeka. Enfin, Levi Leipheimer, suspendu jusqu'au 1er mars 2013 pour ses aveux de dopage sur plusieurs saisons dans le cadre de l'enquête menée par l'Agence américaine antidopage sur Lance Armstrong, est licencié le 16 octobre 2012.
| Arrivée            | Équipe 2012                  |
| ------------------ | ---------------------------- |
| Gianluca Brambilla | Colnago-CSF Inox             |
| Mark Cavendish     | Sky                          |
| Gianni Meersman    | Lotto-Belisol                |
| Pieter Serry       | Topsport Vlaanderen-Mercator |
| Carlos Verona      | Burgos BH-Castilla y León    |

| Départ            | Équipe 2013               |
| ----------------- | ------------------------- |
| Marco Bandiera    | IAM                       |
| Matthew Brammeier | Champion System           |
| Dario Cataldo     | Sky                       |
| Francesco Chicchi | Vini Fantini-Selle Italia |
| Gerald Ciolek     | MTN-Qhubeka               |
| Levi Leipheimer   | Suspension                |

### Objectifs
Omega Pharma-Quick Step reçoit en novembre 2012 sa licence World Tour, ce qui lui donne obligation de participer à l'ensemble des courses de l'UCI World Tour. Bessel Kok, membre de la direction de la formation belge, déclare avoir pour ambition de « devenir la meilleure équipe du monde dans différentes disciplines ».
Comme chaque saison, l'équipe belge est attendue sur les classiques flandriennes. Pour cela, elle compte sur Tom Boonen, auteur d'un quadruplé en 2012 sur le Grand Prix E3, Gand-Wevelgem, le Tour des Flandres et Paris-Roubaix,. D'autres coureurs comme Sylvain Chavanel ou Niki Terpstra sont également attendus sur ces courses,,. Les jeunes Matteo Trentin et Guillaume Van Keirsbulck peuvent constituer des révélations sur ce type de course,.
L'arrivée de Mark Cavendish doit permettre à Omega Pharma-Quick Step d'obtenir de meilleurs résultats dans les arrivées disputées en sprint massif. Le Britannique est attendu sur le Tour de France pour y remporter des étapes et le classement par points,, ainsi que sur d'autres courses à étapes. Gagner Milan-San Remo est également un objectif pour lui, ainsi que pour Boonen,. Parmi les autres recrues, Gianluca Brambilla est attendu sur les courses par étapes, Pieter Serry dans les classiques ardennaises et Gianni Meersman dans un rôle de puncheur,,.
Tony Martin est attendu dans la discipline du contre-la-montre et dans les courses à étapes d'une semaine,,,. Sur les grands tours, Peter Velits doit jouer le rôle de leader de l'équipe,.

## Déroulement de la saison

### Janvier-février: début de saison
Après un stage d'avant-saison qui s'est passé en Slovaquie, c'est d'abord sur piste et en cyclo-cross que les coureurs de l'équipe Omega Pharma-Quick Step obtiennent des résultats. Ainsi, Iljo Keisse et Niki Terpstra s'imposent le 8 janvier lors des Six jours de Rotterdam puis Zdeněk Štybar gagne quatre jours plus tard le championnat de République tchèque de cyclo-cross.
Sur route, la saison commence par la blessure de Tom Boonen pendant un stage d'entraînement. Blessé au coude gauche, sa plaie s'infecte et il doit être opéré,. L'équipe belge remporte sa première victoire au sprint grâce à Mark Cavendish lors de la première étape du Tour de San Luis. Michał Kwiatkowski prend ensuite la tête de l'épreuve à l'issue du contre-la-montre avant de la perdre le lendemain. Parallèlement à la course argentine, la quatrième place d'Andrew Fenn lors de la quatrième étape du Tour Down Under apporte à Omega Pharma-Quick Step son premier point World Tour de la saison. Cavendish remporte en février quatre étapes du Tour du Qatar. Les bonifications remportées à ces occasions lui permettent d'en remporter le classement général final,. La semaine suivante, Tom Boonen, qui révèle à cette occasion que son bras gauche a failli être amputé, fait son retour sur les routes du Tour d'Oman. Au même moment que cette course, Tony Martin remporte la dernière étape du Tour de l'Algarve, un contre-la-montre de 34 kilomètres, devant son coéquipier Michał Kwiatkowski. Les deux coureurs terminent dans les mêmes positions au classement général.

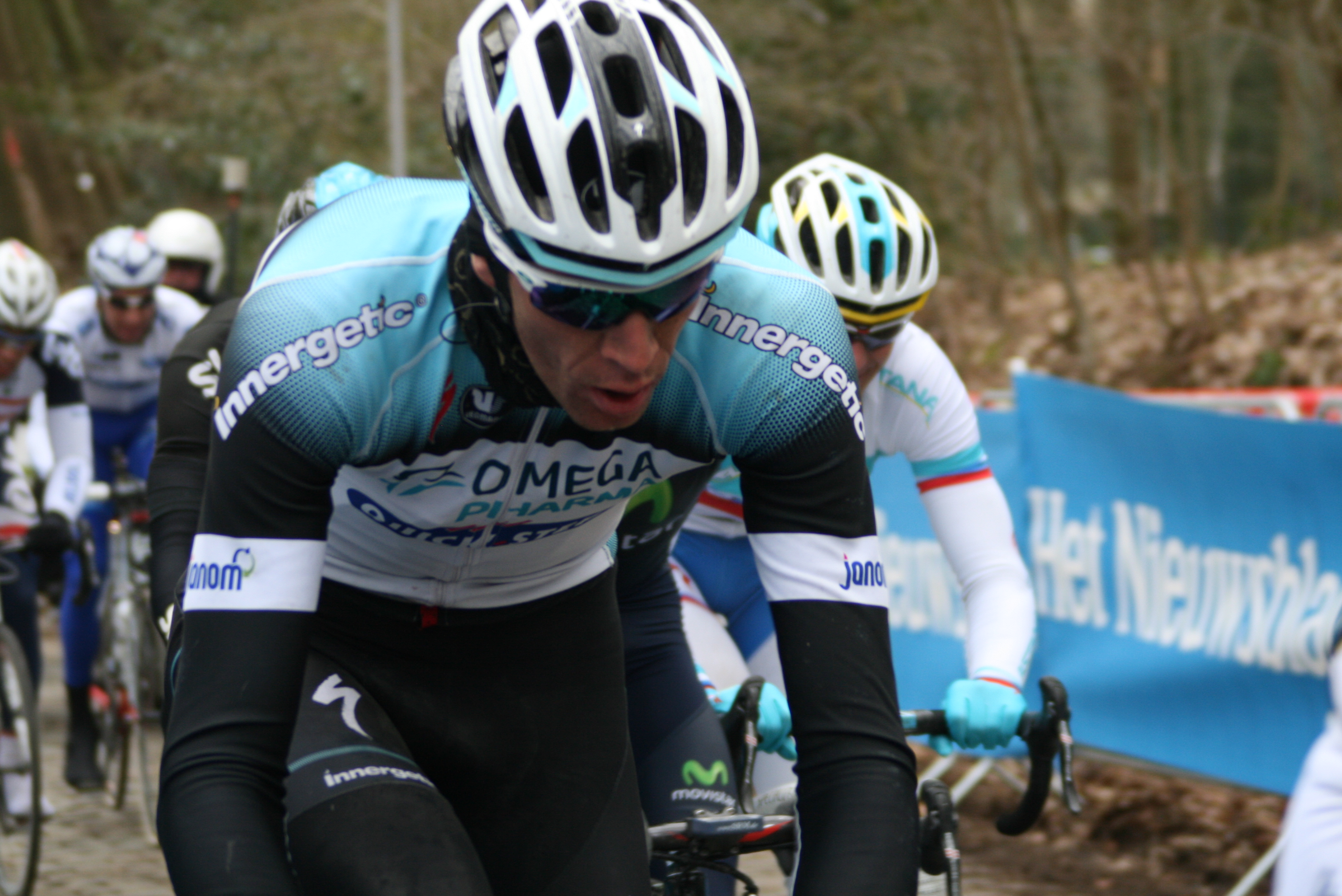
Stijn Vandenbergh lors de Gand-Wevelgem.

Les classiques flandriennes commencent en février par le Circuit Het Nieuwsblad. À la lutte pour la victoire avec l'Italien Luca Paolini (Katusha), Stijn Vandenbergh est battu au sprint. Dans le même temps, l'équipe belge perd Matteo Trentin victime d'une fracture du scaphoïde droit à la suite d'une chute. Lors du Tour de Langkawi, Andrew Fenn obtient plusieurs places d'honneur lors d'arrivées au sprint et a comme meilleur résultat la deuxième place lors de la huitième étape.

### Mars-avril

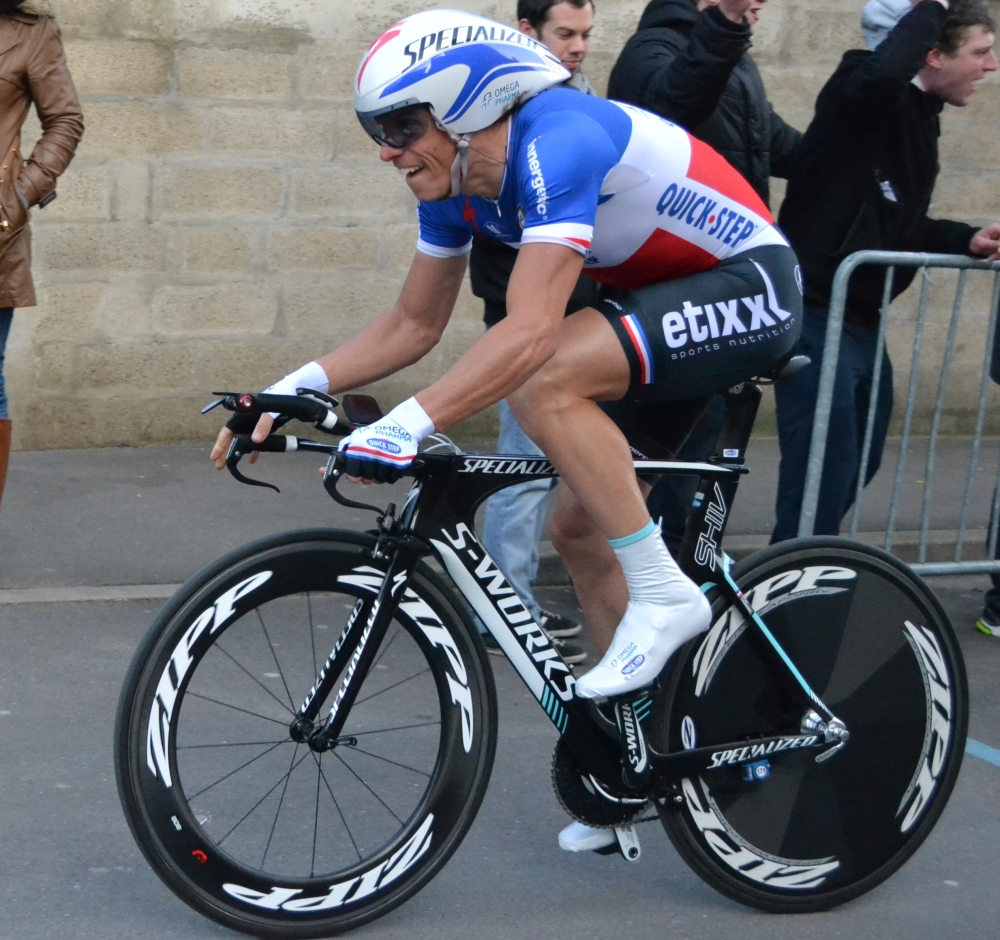
Sylvain Chavanel durant Paris-Nice.

Omega Pharma-Quick Step commence le mois de mars par une victoire de Kristof Vandewalle, le champion de Belgique du contre-la-montre, lors du prologue des Trois jours de Flandre-Occidentale. Les huit coureurs de l'équipe sont placés dans les dix-sept premiers. Deux jours plus tard, Vandewalle remporte le classement général, succédant ainsi au palmarès de la course à son coéquipier Julien Vermote. Le même jour, Sylvain Chavanel, leader de l'équipe et annoncé parmi les coureurs en lice pour la victoire sur Paris-Nice, commence la « course au soleil » par une deuxième place sur le prologue, à une seconde de Damien Gaudin (Europcar). Chavanel remporte ensuite au sprint la sixième étape devant Philippe Gilbert (BMC Racing) et termine finalement ce Paris-Nice à la cinquième place, Peter Velits étant dixième. La même semaine, l'équipe entame Tirreno-Adriatico par une victoire lors de la première étape disputée en contre-la-montre par équipes avec Mark Cavendish, Tony Martin, Michał Kwiatkowski, Zdeněk Štybar, Niki Terpstra, Guillaume Van Keirsbulck, Gert Steegmans et Martin Velits. Cavendish porte alors le maillot de leader. Dominé ensuite dans les deux sprints qui suivent, Cavendish cède son maillot de leader à son coéquipier Kwiatkowski au terme de la quatrième étape, la plus difficile, remportée par Christopher Froome de l'équipe Sky. Kwiatkowski perd la tête du classement le lendemain au profit de Froome et termine finalement quatrième de l'épreuve à l'issue du contre-la-montre remporté par Tony Martin.
Lors d'un Milan-San Remo marqué par des conditions météorologiques pluvieuses et enneigées qui ont entraîné une neutralisation d'une partie de la course, Sylvain Chavanel, échappé dans le final, termine quatrième au sprint et prend alors la tête de l'UCI World Tour,. La semaine suivante, Gianni Meersman remporte les 1re et 2e étapes du Tour de Catalogne.

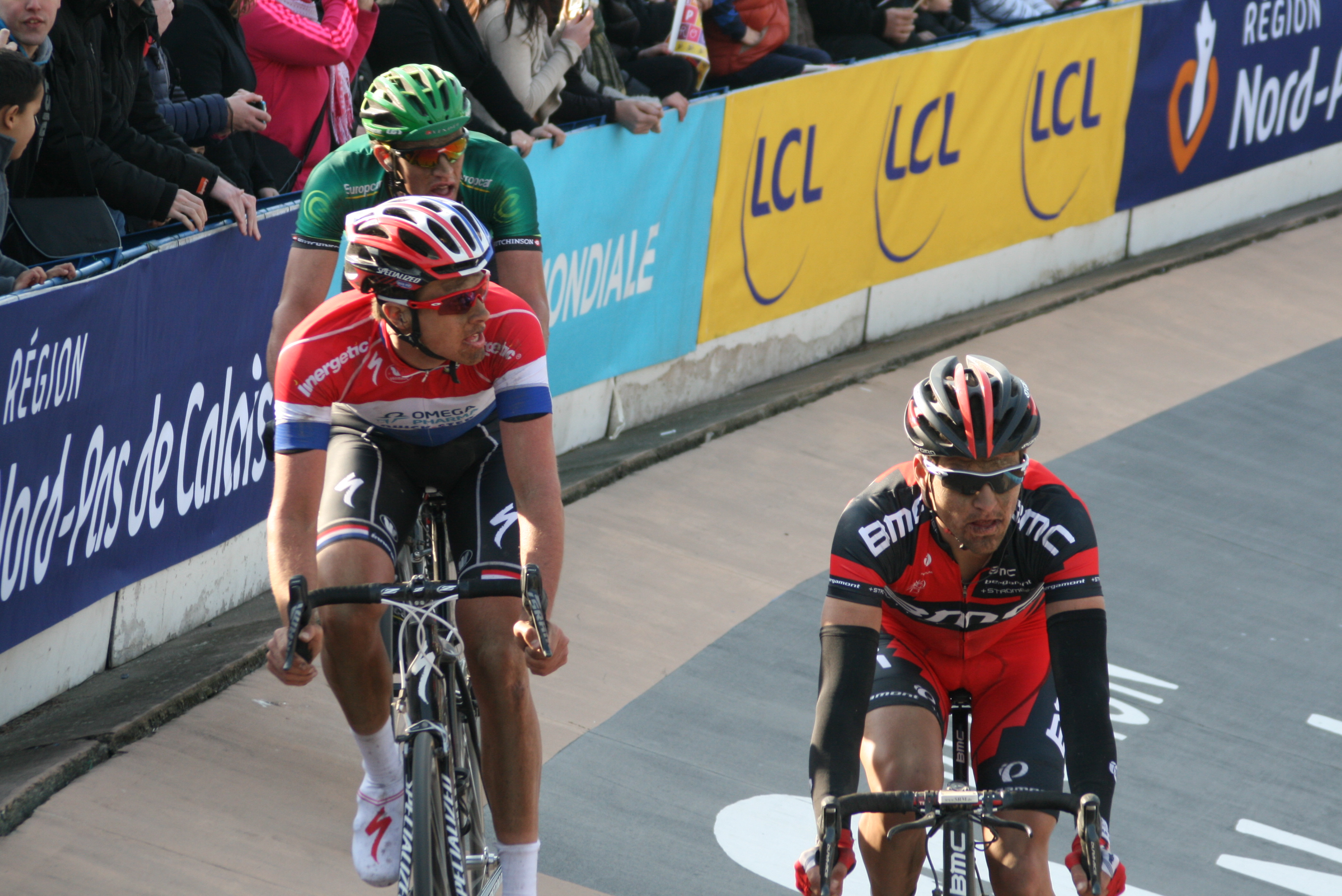
Niki Terpstra, peu avant le sprint pour la troisième place de Paris-Roubaix où il devance Greg Van Avermaet et Damien Gaudin.

Parallèlement au Tour de Catalogne, les classiques flandriennes se déroulent en Belgique puis en France. Nikolas Maes est sixième d'À travers les Flandres puis Sylvain Chavanel et Tom Boonen se classent sixième et septième du GP E3 remporté par Fabian Cancellara (RadioShack-Leopard). Chavanel perd à cette occasion la tête du World Tour au profit de Peter Sagan (Cannondale). Stijn Vandenbergh est également huitième de Gand-Wevelgem. Sylvain Chavanel gagne ensuite les Trois Jours de La Panne grâce à son succès lors du contre-la-montre. Trois autres coureurs terminent dans le top 10 du général dont Mark Cavendish qui apporte également à l'équipe une autre victoire d'étape au sprint, sa centième victoire sur route en tant que professionnel. Sylvain Chavanel termine le mois de mars en étant treizième d'un Tour des Flandres gagné par Cancellara. Pour l'équipe, la course est marquée par la chute et l'abandon de son chef de file, Tom Boonen, qui est également privé de Paris-Roubaix. Mark Cavendish est ensuite battu par Marcel Kittel (Argos-Shimano) lors du Grand Prix de l'Escaut. Le manque de soutien de la part de ses coéquipiers provoque alors la colère de Patrick Lefevere. L'équipe veut utiliser sa force collective sur Paris-Roubaix. Zdeněk Štybar et Stijn Vandenbergh, les deux coureurs de l'équipe présents dans l'échappée finale en compagnie de Cancellara et Sep Vanmarcke (Blanco), sont distancés par leurs adversaires au Carrefour de l'Arbre après avoir été gênés par des spectateurs. Niki Terpstra termine troisième à 31 secondes de Cancellara.

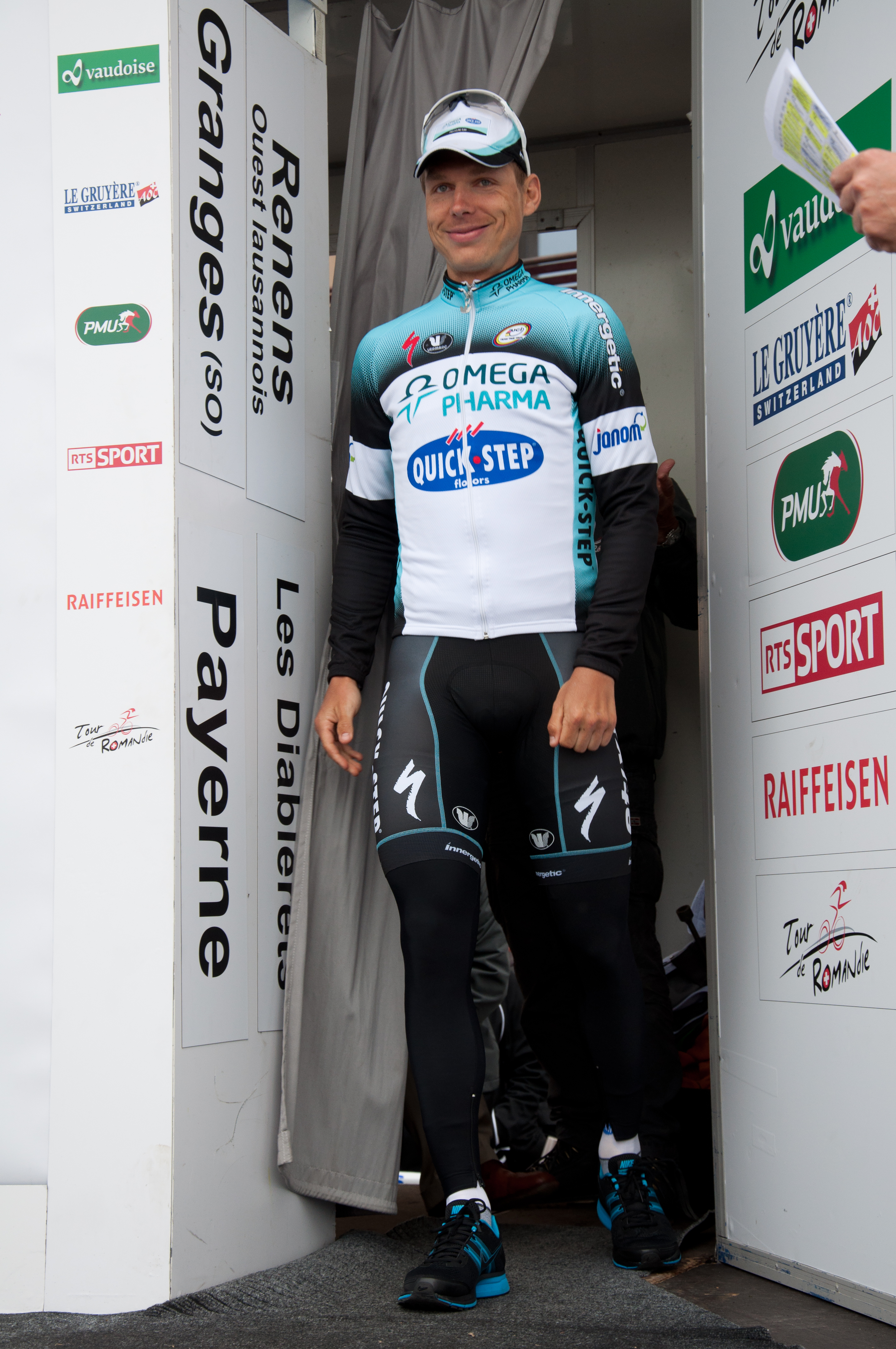
Tony Martin sur le podium après sa victoire d'étape au Tour de Romandie.

Pendant ces courses en Belgique et en France se déroule début avril le Tour du Pays basque. La course commence pour l'équipe par les chutes de Dries Devenyns, qui se fracture le radius gauche, et de Tony Martin mais se termine par la victoire de Martin lors du contre-la-montre. Les classiques ardennaises commencent pour l'équipe par la quatrième place de Chavanel dans la Flèche brabançonne. Michał Kwiatkowski est ensuite quatrième de l'Amstel Gold Race avant de terminer, trois jours plus tard, cinquième de la Flèche wallonne. Pendant que l'équipe obtient plusieurs places d'honneur sur des étapes du Tour de Turquie, Gianni Meersman gagne deux étapes au Tour de Romandie et Tony Martin y remporte le contre-la-montre et se classe onzième au général,.

### Mai-juin

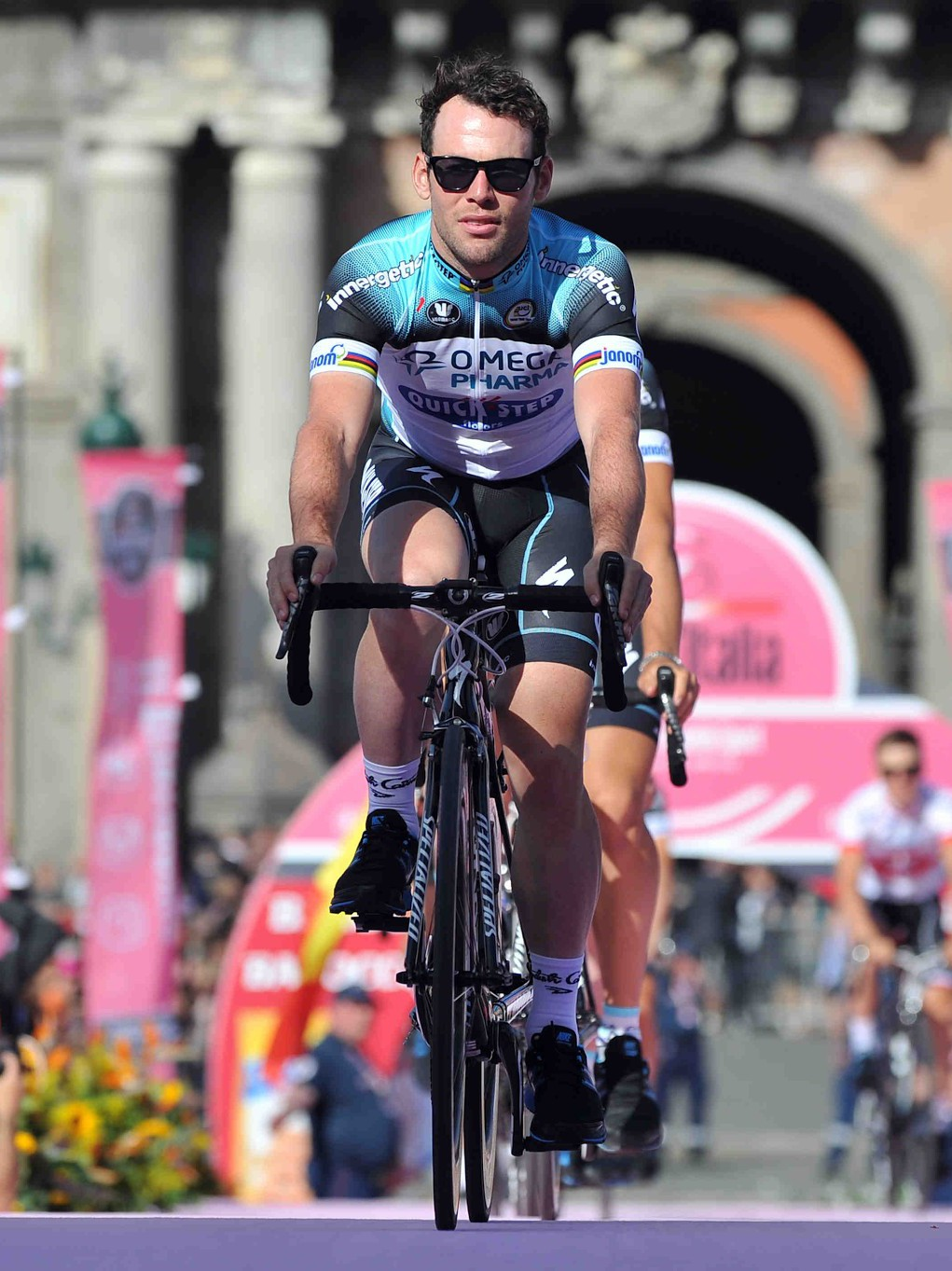
Mark Cavendish au début du Tour d'Italie.

Le 1er mai, Gianni Meersman se classe sixième du Grand Prix de Francfort. Le premier grand tour de la saison, le Tour d'Italie, commence trois jours plus tard à Naples. Omega Pharma-Quick Step a pour chef de file Mark Cavendish en vue d'obtenir des victoires d'étape, aidé en cela notamment par Iljo Keisse, Gert Steegmans et Matteo Trentin,. Les autres coureurs de l'équipe sont Gianluca Brambilla, Michał Gołaś, Serge Pauwels, Jérôme Pineau et Julien Vermote,. Pendant plusieurs jours, l'équipe a proposé à Alessandro Petacchi, dont le contrat avec Lampre-Merida a été rompu quelques jours auparavant, d'intégrer ses rangs pour seconder Cavendish. Cependant, le contrat proposé n'a pas été accepté par l'Union cycliste internationale, le transfert éventuel ne se déroulant pas durant la période prévue qui est la première quinzaine du mois d'août,,. Cavendish commence ce Giro en gagnant la première étape, endossant ainsi le maillot rose qu'il perd le lendemain après le contre-la-montre par équipes, où l'équipe Omega Pharma-Quick Step est dix-septième, au profit de Salvatore Puccio (Sky). Cavendish gagne ensuite la sixième étape. Le lendemain, Andrew Fenn est troisième de la deuxième étape du Tour de Picardie, course qui marque le retour de Tom Boonen à la compétition. Cavendish s'impose ensuite sur les douzième et treizième étapes du Tour d'Italie, dépassant alors le cap des 100 victoires sur route en tant que coureur professionnel,,. Pendant cette deuxième semaine du Giro, Gianni Meersman termine à quatre reprises dans les quatre premiers d'étapes du Tour de Californie. La semaine suivante, sur le Tour de Belgique, Tom Boonen est deuxième puis troisième des deux premières étapes avant que Tony Martin ne remporte la troisième étape en contre-la-montre, ce qui lui permet de prendre la tête d'une épreuve qu'il remporte le 26 mai. Ce même jour, Mark Cavendish termine le Giro par une cinquième victoire d'étape qui lui permet de remporter le classement par points ainsi que le classement Azzurri et le Prix de la combativité. Il devient alors le cinquième coureur après Eddy Merckx, Djamolidine Abdoujaparov, Laurent Jalabert et Alessandro Petacchi à avoir gagné le classement par points de chacun des trois grands tours.

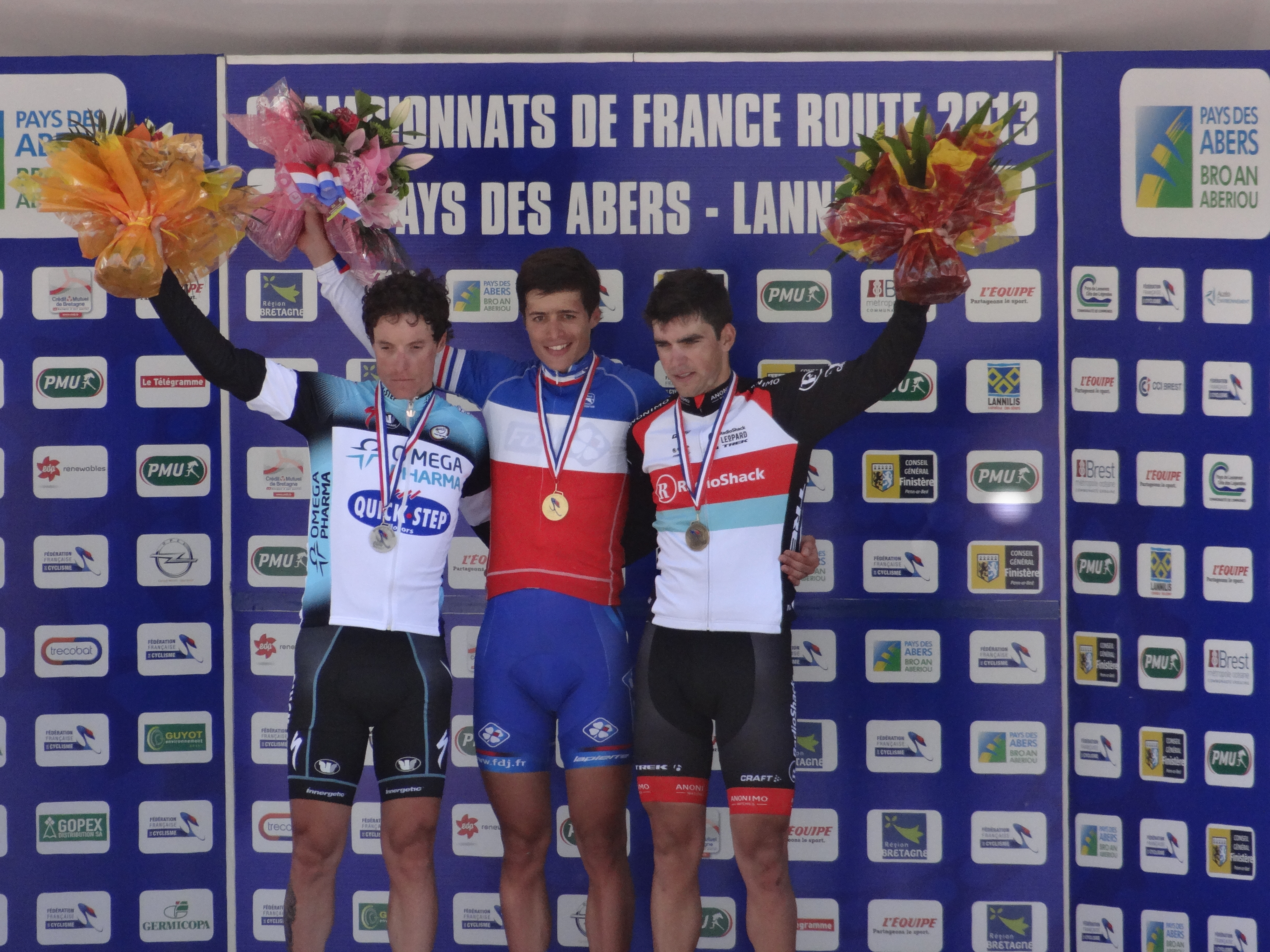
Sylvain Chavanel (à gauche), vice-champion de France sur route 2013.

En juin, Omega Pharma-Quick Step aborde le Critérium du Dauphiné avec Michał Kwiatkowski comme chef de file. L'épreuve commence pour l'équipe avec trois podiums pour Gianni Meersman sur les trois premières étapes, avant que Tony Martin ne remporte la quatrième étape au terme d'un contre-la-montre qui voit également Kwiatkowski devenir troisième du classement général. Le Polonais rétrograde par la suite avant d'abandonner la course comme l'ensemble de son équipe, à l'exception de Meersman qui remporte le classement par points,. Alors que le Dauphiné se termine, l'équipe commence le Tour de Suisse avec Peter Velits comme leader pour le classement général. La course débute par une deuxième place pour Niki Terpstra dans le contre-la-montre initial, Velits étant huitième. Le lendemain, après la première étape de montagne, Velits, premier coureur de l'équipe, figure en 40e position à plus de trois minutes du premier, l'Australien Cameron Meyer (Orica-GreenEDGE). Il termine cette course à la vingt-troisième place. La même semaine, Mark Cavendish est dominé dans les sprints du Ster ZLM Toer par Theo Bos (Blanco) et Marcel Kittel (Argos-Shimano) mais termine troisième du classement général de cette épreuve, juste devant Michał Gołaś,.
À la fin du mois, les coureurs de l'équipe participent aux différents championnats nationaux. Comme en 2012, en contre-la-montre, Sylvain Chavanel est victorieux en France, Peter Velits en Slovaquie et Tony Martin en Allemagne, Michał Kwiatkowski se classant deuxième en Pologne. Sur route, Kwiatkowski s'impose en Pologne ainsi que Mark Cavendish en Grande-Bretagne, Sylvain Chavanel et Gianni Meersman étant deuxièmes en France et en Belgique.

### Juillet-août: du Tour de France au début du Tour d'Espagne

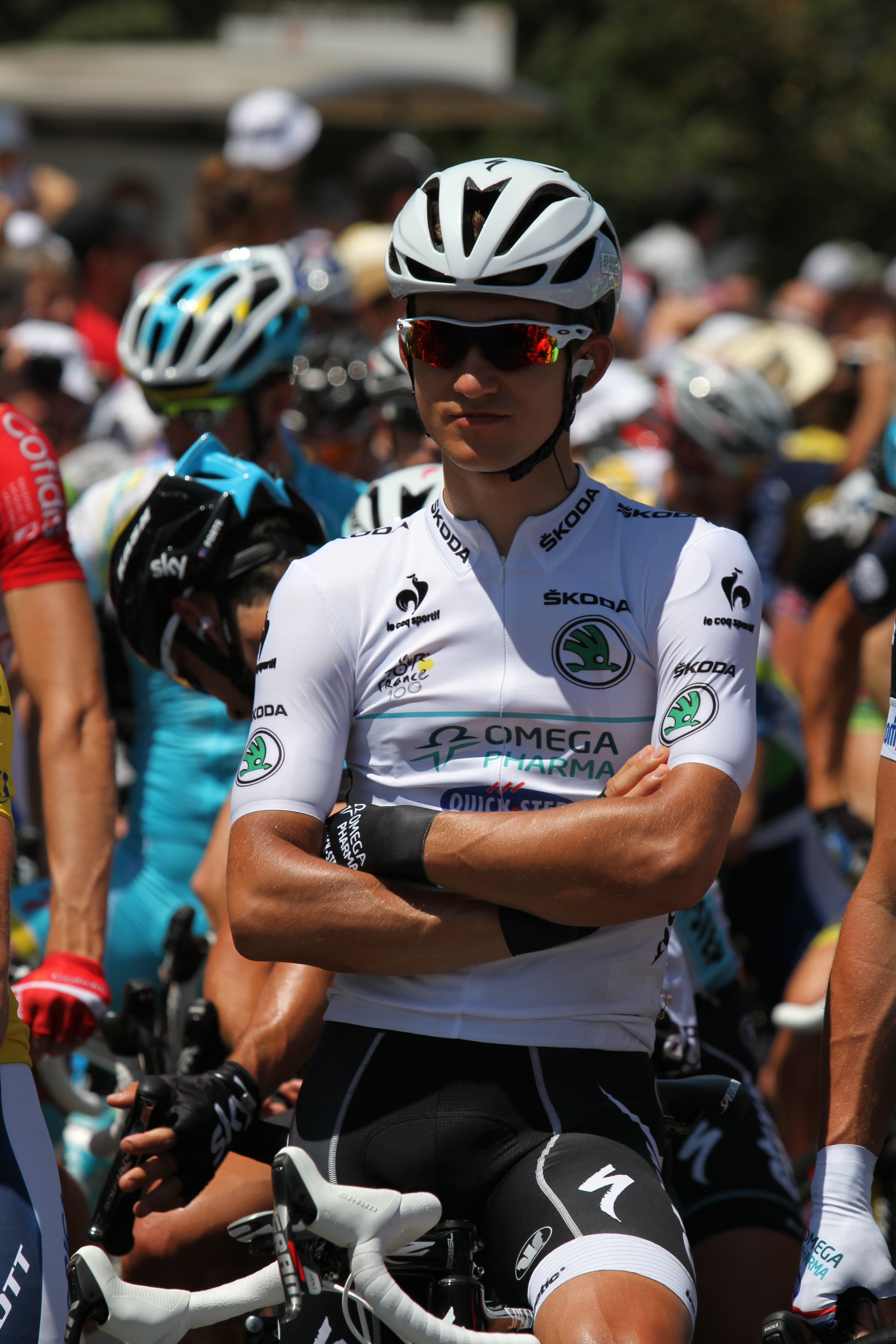
Michał Kwiatkowski portant le maillot blanc de meilleur jeune au départ de la sixième étape du Tour de France.

Malgré la demande de son équipe, Tom Boonen renonce au mois de mai à participer au Tour de France où Mark Cavendish comptait sur son aide pour les arrivées au sprint. L'équipe retenue comporte Cavendish, attendu sur les sprints, accompagné pour cela par Gert Steegmans, Matteo Trentin et Tony Martin, ce dernier ciblant également les étapes contre-la-montre,. Peter Velits et Michał Kwiatkowski sont attendus pour une place au classement général, Kwiatkowski visant également de porter le maillot blanc de meilleur jeune,. Sylvain Chavanel, Jérôme Pineau et Niki Terpstra complètent la sélection de la formation belge,. Le Tour commence par une chute collective dans laquelle le coureur le plus touché est Tony Martin et qui empêche Mark Cavendish de disputer le sprint à l'arrivée. Michał Kwiatkowski est ensuite troisième de la deuxième étape, où il endosse le maillot blanc, puis quatrième de la troisième étape, deux étapes marquées par des attaques de Sylvain Chavanel dans le final,. Longtemps en tête du classement provisoire du contre-la-montre par équipes, Omega Pharma-Quick Step est battue au classement final de moins d'une seconde par Orica-GreenEDGE. Kwiatkowski et Chavanel se retrouvent quatrième et cinquième du classement général à une seconde du maillot jaune Simon Gerrans (Orica-GreenEDGE),. Mark Cavendish s'impose ensuite au sprint lors de la cinquième étape avant d'être quatrième le lendemain. Kwiatkowski cède le maillot blanc à Nairo Quintana (Movistar) à l'issue de la huitième étape avant de terminer troisième de la neuvième étape, étant ainsi treizième au général et deuxième du classement des jeunes,. Le même jour, Dries Devenyns termine cinquième du Tour d'Autriche.
Dans la deuxième semaine du Tour de France, Cavendish est initialement dominé dans les sprints des dixième et douzième étapes par Marcel Kittel (Argos-Shimano), Tony Martin remporte lui le 10 juillet devant Christopher Froome (Sky) le premier contre-la-montre individuel. Cinquième de cette étape, Michał Kwiatkowski devient septième au classement général et reprend le maillot blanc à Nairo Quintana,. Omega Pharma-Quick Step est ensuite à l'initiative d'une bordure lors de la treizième étape, ce qui permet de distancer Kittel ainsi que plusieurs prétendants au classement général. Mark Cavendish s'impose à l'arrivée au sprint à Saint-Amand-Montrond pendant que l'équipe reçoit le Prix de la combativité de l'étape, une première pour un prix décerné habituellement à un seul coureur,. Matteo Trentin remporte ensuite la quatorzième étape à la suite d'une échappée. Le lendemain, Sylvain Chavanel, dernier représentant de l'échappée du jour, est rattrapé dans les premières pentes du mont Ventoux et est désigné combatif du jour. Au terme de cette étape, Kwiatkowski perd à nouveau le maillot blanc au profit de Quintana et se classe dixième du classement général. Le Polonais remonte à la neuvième place mais perd à nouveau du temps sur Quintana lors du deuxième contre-la-montre individuel. Il passe ensuite dixième du classement général à l'issue de l'étape du Grand-Bornand avant qu'Andrew Talansky (Garmin-Sharp) ne le sorte du top 10 après la montée du Semnoz à la veille de l'arrivée. À l'arrivée à Paris, Mark Cavendish, quadruple tenant du titre, est battu au sprint par Marcel Kittel et André Greipel. Au classement général, Michał Kwiatkowski est le premier coureur de l'équipe en étant onzième. Le Polonais est également troisième du classement des jeunes et Cavendish deuxième du classement par points.

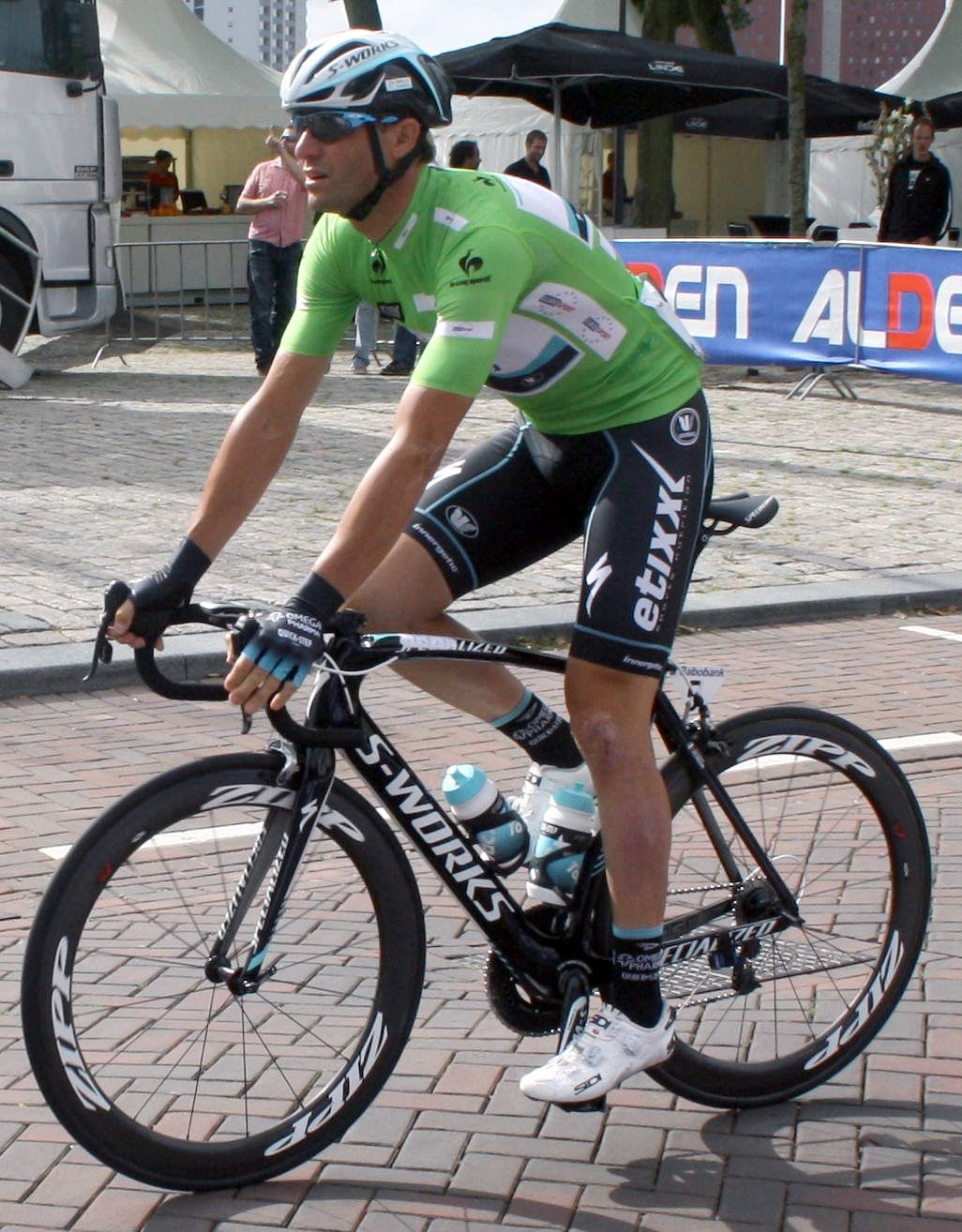
Alessandro Petacchi intègre l'équipe Omega Pharma-Quick Step le 1er août.

Pendant que le Tour de France se termine, Tom Boonen gagne la deuxième étape du Tour de Wallonie, sa première victoire de l'année. Cependant, il s'y blesse à la selle, ce qui met fin prématurément à sa saison,. Pieter Serry est ensuite huitième de la Classique de Saint-Sébastien puis Mark Cavendish gagne au sprint la dernière étape du Tour du Danemark. La semaine suivante, Gianni Meersman gagne le prologue du Tour de l'Ain, Dries Devenyns étant deuxième à moins d'une seconde. Devenyns termine finalement dixième d'une épreuve dont Meersman cède le maillot de leader à Fabio Felline (Androni Giocattoli-Venezuela) au terme de la deuxième étape le 11 août. Lors du championnat de Belgique du contre-la-montre qui se déroule le même jour, Kristof Vandewalle conserve son titre devant Philippe Gilbert (BMC Racing) et son coéquipier Julien Vermote. Alessandro Petacchi, recruté par l'équipe le 1er août dans l'optique de seconder Mark Cavendish et Tom Boonen, fait sa rentrée lors de l'Eneco Tour,. Sur cette course, Zdeněk Štybar gagne la troisième étape. Sylvain Chavanel s'impose ensuite lors du contre-la-montre. Štybar, deuxième de la sixième étape, prend alors la deuxième place au classement général derrière Tom Dumoulin (Argos-Shimano). Le Tchèque gagne la dernière étape le lendemain à Grammont, ce qui lui permet de remporter l'épreuve belgo-néerlandaise. Štybar participe ensuite au Tour d'Espagne en compagnie des rouleurs Tony Martin et Kristof Vandewalle, du sprinteur Andrew Fenn, des grimpeurs Kevin De Weert, Serge Pauwels et Pieter Serry. Gianni Meersman et Guillaume Van Keirsbulck complètent cette équipe qui ambitionne de gagner une étape. Omega Pharma-Quick Step commence cette Vuelta par une troisième place en contre-la-montre par équipes à seize secondes d'Astana. La première semaine de course est marquée par plusieurs places d'honneur pour Gianni Meersman, l'échappée de Tony Martin, élu combatif du jour, rattrapée dans les derniers mètres de la sixième étape et surtout la victoire de Zdeněk Štybar devant le champion du monde Philippe Gilbert lors de la septième étape. Août se conclut par une quarante-neuvième victoire sur route pour l'équipe. Nikolas Maes, grâce à une troisième place lors de la deuxième étape qui lui permet d'obtenir des bonifications, remporte la World Ports Classic.

### Fin de saison
Alors que les coureurs de l'équipe Omega Pharma-Quick Step sont distancés de la lutte pour le classement général du Tour d'Espagne, Tony Martin est battu dans le contre-la-montre par son rival annoncé pour le championnat du monde du contre-la-montre, Fabian Cancellara (RadioShack-Leopard). Cette étape voit également Kevin De Weert chuter gravement et se fracturer un tibia, une clavicule, une vertèbre cervicale et se rompre un tendon rotulien. Par la suite, Gianni Meersman obtient la cinquième place de la douzième étape. Cette semaine de course est marquée pour l'équipe par l'exclusion d'Andrew Fenn dans la dixième étape et les abandons de Tony Martin, Zdeněk Štybar et Kristof Vandewalle,. Finalement, après une dernière place d'honneur de Meersman dans la dernière étape, Serge Pauwels est le meilleur coureur de l'équipe au classement général avec sa 31e place.
Parallèlement à la fin du Tour d'Espagne, sur le World Tour, Niki Terpstra, à l'attaque dans les derniers kilomètres de la course, est sixième du Grand Prix cycliste de Québec gagné par Robert Gesink (Belkin). Deux jours plus tard lors du Grand Prix cycliste de Montréal, l'équipe passe une mauvaise journée avec les crevaisons de Sylvain Chavanel et la chute de Michał Kwiatkowski. Matteo Trentin termine dix-septième dans un groupe jouant la douzième place, à une vingtaine de secondes du vainqueur Peter Sagan (Cannondale). La semaine suivante, Kwiatkowski est cinquième du Grand Prix de Wallonie. Alors que plusieurs places d'honneur sont obtenues par Alessandro Petacchi et Michał Gołaś, Mark Cavendish s'impose dans les quatrième, septième et huitième étapes du Tour de Grande-Bretagne.

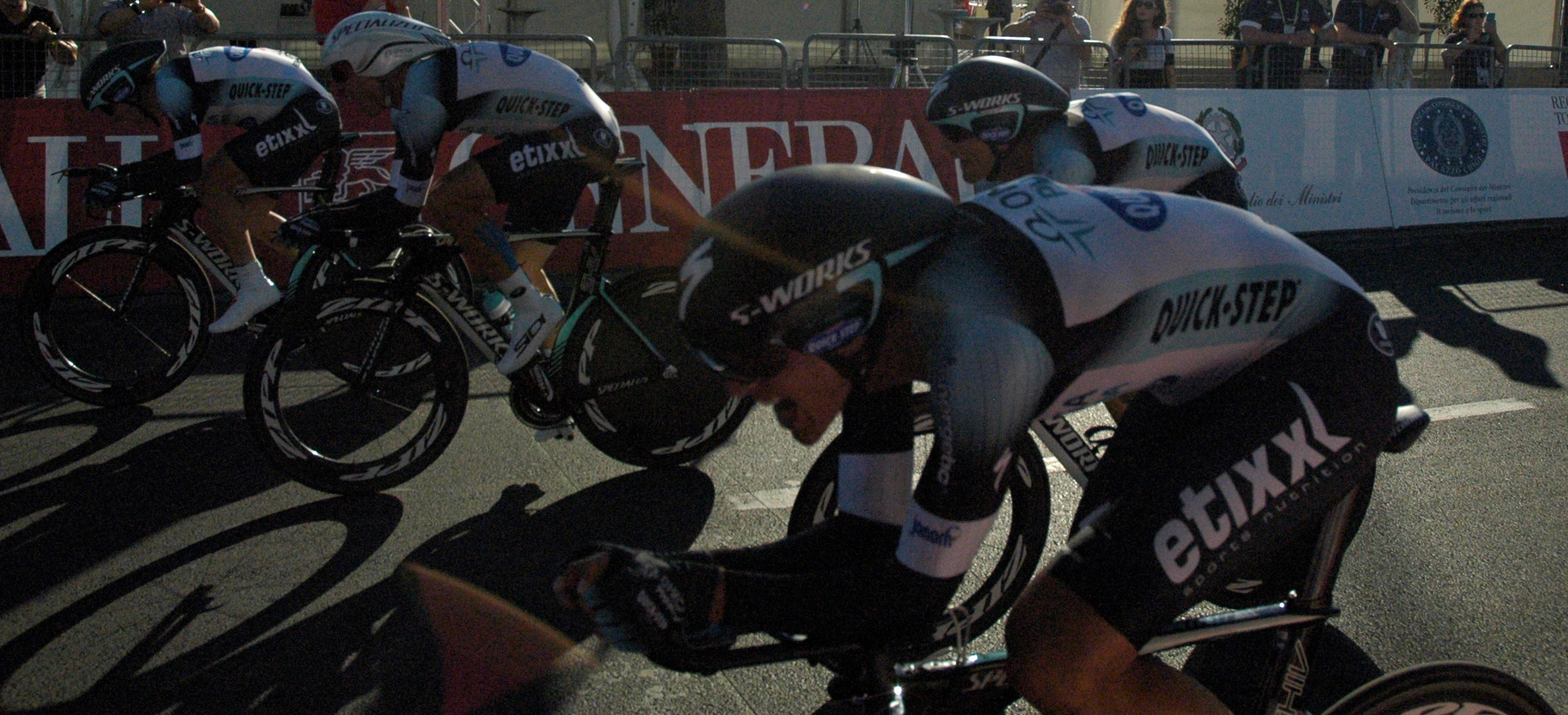
Quatre coureurs de la formation participant au contre-la-montre par équipes des championnats du monde de Florence.

Le 18 septembre, l'équipe annonce les six coureurs alignés au contre-la-montre par équipes des championnats du monde de Florence. Il s'agit de Martin, en chef de file, Chavanel, Kwiatkowski, Terpstra, Peter Velits et Vandewalle, seul Kwiatkowski ne faisait pas partie de l'équipe vainqueur l'année précédente qui comprenait Tom Boonen à sa place. Omega Pharma-Quick Step s'impose pour la deuxième année consécutive au terme de la course avec 81 centièmes de seconde d'avance sur Orica-GreenEDGE, soit une revanche par rapport au contre-la-montre par équipes du Tour de France. Trois jours plus tard, Chavanel, Kwiatkowski, Martin, Terpstra, Vandewalle ainsi que Bert Grabsch représentent leurs pays respectifs lors du contre-la-montre individuel. Tony Martin s'impose ainsi pour la troisième année consécutive avec 46 secondes d'avance sur Bradley Wiggins et 48 secondes sur Fabian Cancellara. Pour la course en ligne disputée le 29 septembre, plusieurs coureurs de l'équipe sont retenus. Ainsi figurent Serge Pauwels pour la Belgique, Mark Cavendish pour la Grande-Bretagne, Martin et Peter Velits pour la Slovaquie, František Raboň et Zdeněk Štybar pour la République tchèque ainsi que Michał Gołaś et Michał Kwiatkowski pour la Pologne. Initialement retenus avec la Belgique, Gianni Meersman et Dries Devenyns déclarent forfait avant cette course, ce qui permet notamment dans le cas de Devenyns la sélection de Serge Pauwels,. Štybar, meilleur représentant de l'équipe sur cette course, est vingt-sixième. Le même jour, Kristof Vandewalle et Julien Vermote terminent troisièmes du Duo normand.
Après les championnats du monde, le 3 octobre, Iljo Keisse est troisième du Tour de Münster pendant que Nikolas Maes prend la deuxième place de la première étape de l'Eurométropole Tour. Le 6 octobre, en World Tour, Pieter Serry est septième du Tour de Lombardie. Lors du Tour de Pékin, dernière épreuve World Tour, l'équipe obtient des places d'honneur dans les sprints grâce à Nikolas Maes et Alessandro Petacchi ainsi que la sixième place du classement général pour Tony Martin, qui était double tenant du titre. Martin termine la saison en gagnant pour la troisième année consécutive le Chrono des Nations-Les Herbiers-Vendée, Sylvain Chavanel étant troisième. Au classement final du World Tour, l'équipe termine septième du classement par équipes alors que le meilleur coureur en individuel est Michał Kwiatkowski, vingt-troisième.
Une fois la saison sur route terminée, Iljo Keisse participe sur piste à des courses de six jours. Il se classe ainsi troisième des Quatre jours de Grenoble, deuxième des Six jours de Gand et gagne les Quatre jours de Zurich. Zdeněk Štybar est en décembre troisième de la cinquième étape de la Coupe du monde de cyclo-cross disputée à Heusden-Zolder puis remporte l'épreuve de Bredene.

## Coureurs et encadrement technique

### Effectif
L'effectif de l'équipe Omega Pharma-Quick Step pendant la saison 2013 est composé en début de saison de 29 coureurs dont treize Belges, deux Britanniques, deux Italiens, deux Allemands, deux Français, deux Polonais, deux Slovaques, deux Tchèques, un Espagnol et un Néerlandais,. Le 1er août, l'Italien Alessandro Petacchi rejoint l'équipe,.
| Coureur                  | Date de naissance | Nationalité | Équipe 2012                  |
| ------------------------ | ----------------- | ----------- | ---------------------------- |
| Tom Boonen               | 15 octobre 1980   | Belgique    | Omega Pharma-Quick Step      |
| Gianluca Brambilla       | 22 août 1987      | Italie      | Colnago-CSF Inox             |
| Mark Cavendish           | 21 mai 1985       | Royaume-Uni | Sky                          |
| Sylvain Chavanel         | 30 juin 1979      | France      | Omega Pharma-Quick Step      |
| Kevin De Weert           | 27 mai 1982       | Belgique    | Omega Pharma-Quick Step      |
| Dries Devenyns           | 22 juillet 1983   | Belgique    | Omega Pharma-Quick Step      |
| Andrew Fenn              | 1er juillet 1990  | Royaume-Uni | Omega Pharma-Quick Step      |
| Michał Gołaś             | 29 avril 1984     | Pologne     | Omega Pharma-Quick Step      |
| Bert Grabsch             | 19 juin 1975      | Allemagne   | Omega Pharma-Quick Step      |
| Iljo Keisse              | 21 décembre 1982  | Belgique    | Omega Pharma-Quick Step      |
| Michał Kwiatkowski       | 2 juin 1990       | Pologne     | Omega Pharma-Quick Step      |
| Nikolas Maes             | 9 avril 1986      | Belgique    | Omega Pharma-Quick Step      |
| Tony Martin              | 23 avril 1985     | Allemagne   | Omega Pharma-Quick Step      |
| Gianni Meersman          | 5 décembre 1985   | Belgique    | Lotto-Belisol                |
| Serge Pauwels            | 21 novembre 1983  | Belgique    | Omega Pharma-Quick Step      |
| Alessandro Petacchi      | 3 janvier 1974    | Italie      | Lampre-ISD                   |
| Jérôme Pineau            | 2 janvier 1980    | France      | Omega Pharma-Quick Step      |
| František Raboň          | 26 septembre 1983 | Tchéquie    | Omega Pharma-Quick Step      |
| Pieter Serry             | 21 novembre 1988  | Belgique    | Topsport Vlaanderen-Mercator |
| Gert Steegmans           | 30 septembre 1980 | Belgique    | Omega Pharma-Quick Step      |
| Zdeněk Štybar            | 11 décembre 1985  | Tchéquie    | Omega Pharma-Quick Step      |
| Niki Terpstra            | 18 mai 1984       | Pays-Bas    | Omega Pharma-Quick Step      |
| Matteo Trentin           | 2 août 1989       | Italie      | Omega Pharma-Quick Step      |
| Guillaume Van Keirsbulck | 14 février 1991   | Belgique    | Omega Pharma-Quick Step      |
| Stijn Vandenbergh        | 25 avril 1984     | Belgique    | Omega Pharma-Quick Step      |
| Kristof Vandewalle       | 5 avril 1985      | Belgique    | Omega Pharma-Quick Step      |
| Martin Velits            | 21 février 1985   | Slovaquie   | Omega Pharma-Quick Step      |
| Peter Velits             | 21 février 1985   | Slovaquie   | Omega Pharma-Quick Step      |
| Julien Vermote           | 26 juillet 1989   | Belgique    | Omega Pharma-Quick Step      |
| Carlos Verona            | 4 novembre 1992   | Espagne     | Burgos BH-Castilla y León    |

### Encadrement

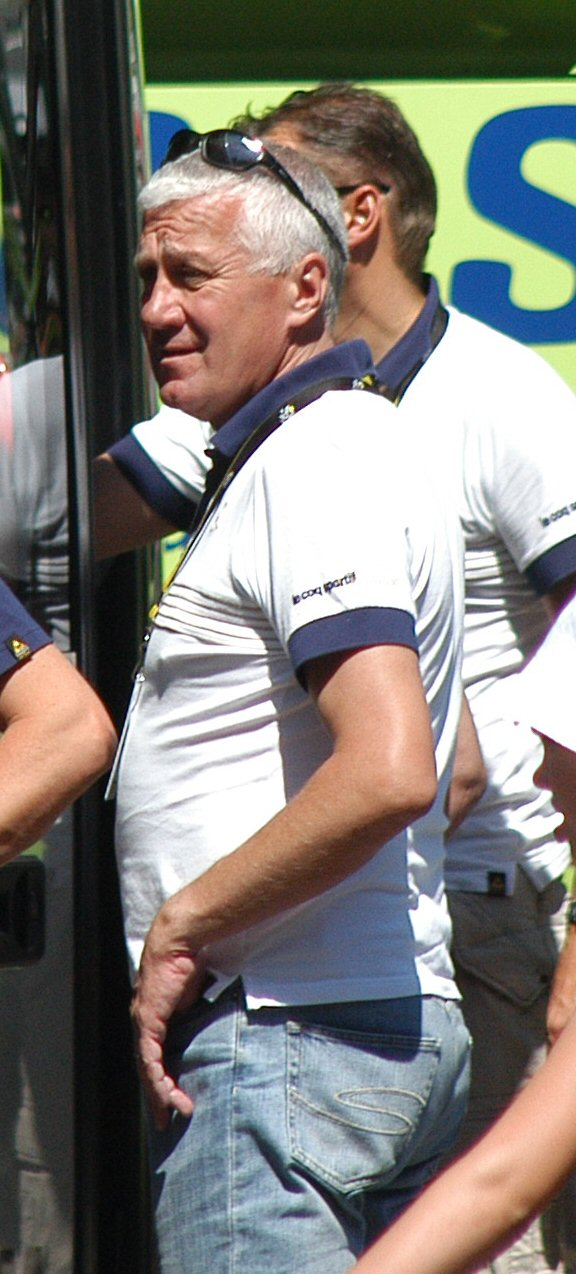
Patrick Lefevere, ici au Tour de France 2007, est le manager de l'équipe Omega Pharma-Quick Step.

Omega Pharma-Quick Step est dirigée par Patrick Lefevere, à la tête de l'équipe depuis sa création. Six directeurs sportifs, les mêmes que la saison précédente, encadrent les coureurs : Davide Bramati, Brian Holm, Wilfried Peeters, Jan Schaffrath, Tom Steels et Rik Van Slycke. Peeters est directeur sportif de l'équipe depuis sa création et a auparavant rempli cette même fonction pour l'équipe Domo-Farm Frites, également dirigée par Patrick Lefevere. Rik Van Slycke, Davide Bramati et Tom Steels font partie de l'encadrement de l'équipe respectivement depuis 2005, 2006 et 2011. Jan Schaffrath et Brian Holm étaient en 2011 directeurs sportifs de l'équipe HTC-Highroad, équipe qui a disparu à la fin de cette saison-là en raison de la perte de son sponsor. Tom Steels cumule la fonction de directeur sportif avec celle d'entraîneur. Koen Pelgrim est également entraîneur des coureurs de l'équipe depuis 2012 et son arrivée en provenance de l'équipe Topsport Vlaanderen-Mercator, il n'a pas d'autre fonction,.
Sur le plan médical, l'encadrement est composé des mêmes personnes que l'année précédente. Joris Van Roy, kinésithérapeute à l'hôpital de Herentals, participe également à l'équipe médicale du KVC Westerlo. En plus de lui, cinq médecins sont présents. Figurent ainsi Toon Cruyt, Yvan Van Mol, ancien des équipes Del Tongo (1983-1991), GB - MG Maglificio et Mapei, José Ibarguren, passé par les équipes Lotto et Euskaltel-Euskadi dans les années 1990, à la Lampre de 2002 à 2004, chez Euskaltel-Euskadi en 2005, Saunier Duval de 2007 à 2009 et Omega Pharma-Lotto en 2010 et 2011. Jef Brouwers, psychologue du sport, participe à la préparation mentale des coureurs de l'équipe. Brouwers a collaboré initialement avec Frank Vandenbroucke mais s'intéresse à d'autres sports et travaille avec l'équipe nationale belge de hockey, les athlètes du relais 4 × 400 mètres belge ou les footballeurs du Club Bruges. Helge Riepenhof, spécialiste en traumatologie du sport et membre de l'équipe T-Mobile devenue Highroad de 2007 à 2011, devient en février 2012 le chef de l'équipe médicale du club de football anglais du Brighton & Hove Albion Football Club. Il travaille également pour l'équipe allemande de cyclisme lors des Jeux olympiques ou des championnats du monde.
Riepenhof est responsable du contrôle par l'UCI des coureurs de l'équipe à sa demande. Le journal allemand Süddeutsche Zeitung parle de lui comme étant un médecin impliqué dans la lutte antidopage depuis son arrivée dans une équipe T-Mobile qui fait alors l'objet de plusieurs affaires. Il est en cela opposé à ses confrères Van Mol et Ibarguren. Cruyt, Ibarguren, et Van Mol ont été impliqués durant leur carrière dans des enquêtes traitant de dopage, sans rapport avec leur activité dans l'équipe Omega Pharma-Quick Step en 2013,,.

## Bilan de la saison
Ayant été l'équipe ayant remporté le plus de victoires en 2012 à égalité avec Sky, la formation Omega Pharma-Quick Step est également en 2013 l'équipe la plus récompensée, cette fois seule, avec cinquante-quatre succès, ou cinquante-cinq si l'on inclut le titre de champion du monde du contre-la-montre obtenu par Tony Martin en sélection nationale,. Mark Cavendish, vainqueur à dix-neuf reprises, est le coureur de l'équipe le plus titré de la saison,. Le Britannique n'est dominé dans l'année que par Peter Sagan (Cannondale), vainqueur de vingt-et-une courses. Tony Martin, douze fois victorieux en individuel, le suit dans ce classement. Onze coureurs de l'équipe remportent une course.
Spécialiste des classiques flandriennes et sortant d'une saison 2012 marquée par les victoires de son leader Tom Boonen dans cette spécialité, Omega Pharma-Quick Step déçoit en n'arrivant pas à s'imposer lors d'une de ces courses cette saison. Boonen se blesse en effet sur le Tour des Flandres et doit renoncer à Paris-Roubaix. Ses coéquipiers, bien que présents à l'avant de ces épreuves, ne parviennent pas à empêcher Fabian Cancellara (RadioShack-Leopard) de gagner ces deux courses et Niki Terpstra obtient comme meilleur résultat une troisième place sur Paris-Roubaix,,. Zdeněk Štybar, en vue sur ces courses, montre ensuite sa progression en gagnant plus tard dans la saison l'Eneco Tour et une étape du Tour d'Espagne,,.
Sur les arrivées massives, la recrue Mark Cavendish remporte plus de victoires que lors des saisons précédentes dans l'équipe Sky mais il est dominé sur le Tour de France par Marcel Kittel (Argos-Shimano). Cavendish critique dans un livre le comportement de son équipe avec lui en début de saison. Pour amener Cavendish aux sprints dans des conditions optimales, Omega Pharma-Quick Step recrute en cours de saison Alessandro Petacchi puis pour 2014 Mark Renshaw,. Lors de sprints en montée, la structure belge enregistre plusieurs victoires grâce à Gianni Meersman dans des courses à étapes du World Tour,.
Comme en 2012, Omega Pharma-Quick Step obtient des résultats en contre-la-montre. Tony Martin n'est ainsi battu que deux fois dans l'année. Gagnant du titre de champion du monde en individuel, il est aussi membre de l'équipe qui gagne pour la deuxième année consécutive le Championnat du monde du contre-la-montre par équipes.
Omega Pharma-Quick Step est en revanche moins performante sur les grands tours et les courses par étapes. L'arrivée en 2014 de Rigoberto Urán a pour but de s'améliorer dans ce domaine,. La formation belge voit cependant émerger dans ce type d'épreuves Michał Kwiatkowski, qui obtient des places d'honneurs dans des courses d'une semaine, les classiques ardennaises et qui se classe onzième de son premier Tour de France,,.
Outre ces victoires sur route, Omega Pharma-Quick Step a obtenu deux succès en cyclo-cross par Zdeněk Štybar. Iljo Keisse remporte sur piste deux succès dans des épreuves de Six jours, dont un associé à Niki Terpstra.

### Victoires

#### Sur route
| Date       | Course                                                    | Pays        | Classe | Vainqueur               |
| ---------- | --------------------------------------------------------- | ----------- | ------ | ----------------------- |
| 21/01/2013 | 1re étape du Tour de San Luis                             | Argentine   | 2.1    | Mark Cavendish          |
| 05/02/2013 | 3e étape du Tour du Qatar                                 | Qatar       | 2.HC   | Mark Cavendish          |
| 06/02/2013 | 4e étape du Tour du Qatar                                 | Qatar       | 2.HC   | Mark Cavendish          |
| 07/02/2013 | 5e étape du Tour du Qatar                                 | Qatar       | 2.HC   | Mark Cavendish          |
| 08/02/2013 | 6e étape du Tour du Qatar                                 | Qatar       | 2.HC   | Mark Cavendish          |
| 08/02/2013 | Classement général du Tour du Qatar                       | Qatar       | 2.HC   | Mark Cavendish          |
| 17/02/2013 | 4e étape du Tour de l'Algarve                             | Portugal    | 2.1    | Tony Martin             |
| 17/02/2013 | Classement général du Tour de l'Algarve                   | Portugal    | 2.1    | Tony Martin             |
| 01/03/2013 | Prologue des Trois jours de Flandre-Occidentale           | Belgique    | 2.1    | Kristof Vandewalle      |
| 03/03/2013 | Classement général des Trois jours de Flandre-Occidentale | Belgique    | 2.1    | Kristof Vandewalle      |
| 06/03/2013 | 1re étape de Tirreno-Adriatico                            | Italie      | WT     | Omega Pharma-Quick Step |
| 09/03/2013 | 6e étape de Paris-Nice                                    | France      | WT     | Sylvain Chavanel        |
| 12/03/2013 | 7e étape de Tirreno-Adriatico                             | Italie      | WT     | Tony Martin             |
| 18/03/2013 | 1re étape du Tour de Catalogne                            | Espagne     | WT     | Gianni Meersman         |
| 19/03/2013 | 2e étape du Tour de Catalogne                             | Espagne     | WT     | Gianni Meersman         |
| 27/03/2013 | 2e étape des Trois Jours de La Panne                      | Belgique    | 2.HC   | Mark Cavendish          |
| 28/03/2013 | 3eb étape des Trois Jours de La Panne                     | Belgique    | 2.HC   | Sylvain Chavanel        |
| 28/03/2013 | Classement général des Trois Jours de La Panne            | Belgique    | 2.HC   | Sylvain Chavanel        |
| 06/04/2013 | 6e étape du Tour du Pays basque                           | Espagne     | WT     | Tony Martin             |
| 24/04/2013 | 1re étape du Tour de Romandie                             | Suisse      | WT     | Gianni Meersman         |
| 26/04/2013 | 3e étape du Tour de Romandie                              | Suisse      | WT     | Gianni Meersman         |
| 28/04/2013 | 5e étape du Tour de Romandie                              | Suisse      | WT     | Tony Martin             |
| 04/05/2013 | 1re étape du Tour d'Italie                                | Italie      | WT     | Mark Cavendish          |
| 09/05/2013 | 6e étape du Tour d'Italie                                 | Italie      | WT     | Mark Cavendish          |
| 16/05/2013 | 12e étape du Tour d'Italie                                | Italie      | WT     | Mark Cavendish          |
| 17/05/2013 | 13e étape du Tour d'Italie                                | Italie      | WT     | Mark Cavendish          |
| 24/05/2013 | 3e étape du Tour de Belgique                              | Belgique    | 2.HC   | Tony Martin             |
| 26/05/2013 | Classement général du Tour de Belgique                    | Belgique    | 2.HC   | Tony Martin             |
| 26/05/2013 | 21e étape du Tour d'Italie                                | Italie      | WT     | Mark Cavendish          |
| 05/06/2013 | 4e étape du Critérium du Dauphiné                         | France      | WT     | Tony Martin             |
| 20/06/2013 | Championnat de France du contre-la-montre                 | France      | CN     | Sylvain Chavanel        |
| 21/06/2013 | Championnat d'Allemagne du contre-la-montre               | Allemagne   | CN     | Tony Martin             |
| 21/06/2013 | Championnat de Slovaquie du contre-la-montre              | Slovaquie   | CN     | Peter Velits            |
| 23/06/2013 | Championnat de Pologne sur route                          | Pologne     | CN     | Michał Kwiatkowski      |
| 23/06/2013 | Championnat de Grande-Bretagne sur route                  | Royaume-Uni | CN     | Mark Cavendish          |
| 03/07/2013 | 5e étape du Tour de France                                | France      | WT     | Mark Cavendish          |
| 10/07/2013 | 11e étape du Tour de France                               | France      | WT     | Tony Martin             |
| 12/07/2013 | 13e étape du Tour de France                               | France      | WT     | Mark Cavendish          |
| 13/07/2013 | 14e étape du Tour de France                               | France      | WT     | Matteo Trentin          |
| 21/07/2013 | 2e étape du Tour de Wallonie                              | Belgique    | 2.HC   | Tom Boonen              |
| 04/08/2013 | 6e étape du Tour du Danemark                              | Danemark    | 2.HC   | Mark Cavendish          |
| 09/08/2013 | Prologue du Tour de l'Ain                                 | France      | 2.1    | Gianni Meersman         |
| 11/08/2013 | Championnat de Belgique du contre-la-montre               | Belgique    | CN     | Kristof Vandewalle      |
| 14/08/2013 | 3e étape de l'Eneco Tour                                  | Pays-Bas    | WT     | Zdeněk Štybar           |
| 16/08/2013 | 5e étape de l'Eneco Tour                                  | Pays-Bas    | WT     | Sylvain Chavanel        |
| 18/08/2013 | 7e étape de l'Eneco Tour                                  | Belgique    | WT     | Zdeněk Štybar           |
| 18/08/2013 | Classement général de l'Eneco Tour                        | Belgique    | WT     | Zdeněk Štybar           |
| 30/08/2013 | 7e étape du Tour d'Espagne                                | Espagne     | WT     | Zdeněk Štybar           |
| 31/08/2013 | Classement général de la World Ports Classic              | Belgique    | 2.1    | Nikolas Maes            |
| 18/09/2013 | 4e étape du Tour de Grande-Bretagne                       | Royaume-Uni | 2.1    | Mark Cavendish          |
| 21/09/2013 | 7e étape du Tour de Grande-Bretagne                       | Royaume-Uni | 2.1    | Mark Cavendish          |
| 22/09/2013 | Championnat du monde du contre-la-montre par équipes      | Italie      | CM     | Omega Pharma-Quick Step |
| 22/09/2013 | 8e étape du Tour de Grande-Bretagne                       | Royaume-Uni | 2.1    | Mark Cavendish          |
| 20/10/2013 | Chrono des Nations-Les Herbiers-Vendée                    | France      | 1.1    | Tony Martin             |

#### En cyclo-cross
| Date       | Course                                           | Pays     | Classe | Vainqueur     |
| ---------- | ------------------------------------------------ | -------- | ------ | ------------- |
| 12/01/2013 | Championnat de République tchèque de cyclo-cross | Tchéquie | CN     | Zdeněk Štybar |
| 28/12/2013 | Versluys Cyclo-cross, Bredene                    | Belgique | C2     | Zdeněk Štybar |

#### Sur piste
Durant l'année 2013, Iljo Keisse et Niki Terpstra obtiennent une victoire lors des Six jours de Rotterdam et Keisse remporte les Quatre jours de Zurich avec un partenaire qui n'est pas membre de l'équipe Omega Pharma-Quick Step.
| Date       | Course                 | Pays     | Classe | Vainqueur                    |
| ---------- | ---------------------- | -------- | ------ | ---------------------------- |
| 08/01/2013 | Six jours de Rotterdam | Pays-Bas | C1     | Iljo Keisse - Niki Terpstra  |
| 30/11/2013 | Quatre jours de Zurich | Suisse   | C2     | Iljo Keisse - Silvan Dillier |

### Résultats sur les courses majeures
Les tableaux suivants représentent les résultats de l'équipe dans les principales courses du calendrier international (les cinq classiques majeures et les trois grands tours). Pour chaque épreuve est indiqué le meilleur coureur de l'équipe, son classement ainsi que les accessits glanés par Omega Pharma-Quick Step sur les courses de trois semaines.

#### Classiques
| Classique            | Milan-San Remo        | Tour des Flandres      | Paris-Roubaix      | Liège-Bastogne-Liège | Tour de Lombardie |
| -------------------- | --------------------- | ---------------------- | ------------------ | -------------------- | ----------------- |
| Coureur (classement) | Sylvain Chavanel (4e) | Sylvain Chavanel (13e) | Niki Terpstra (3e) | Jérôme Pineau (27e)  | Pieter Serry (7e) |

#### Grands tours
| Grand tour           | Tour d'Italie                                                                                              | Tour de France                                                           | Tour d'Espagne                     |
| -------------------- | --- | ------------------------------------------------------------------------ | ---------------------------------- |
| Coureur (classement) | Michał Gołaś (62e)                                                                                         | Michał Kwiatkowski (11e)                                                 | Serge Pauwels (31e)                |
| Accessits            | 5 victoires d'étapes, classement par points, prix de la combativité et classement Azzurri (Mark Cavendish) | 4 victoires d'étapes (Mark Cavendish (2), Tony Martin et Matteo Trentin) | 1 victoire d'étape (Zdeněk Štybar) |

### Classement UCI
L'équipe Omega Pharma-Quick Step termine à la septième place du World Tour avec 1 013 points. Ce total est obtenu par l'addition des 200 points amenés par le titre mondial du championnat du monde du contre-la-montre par équipes et des points des cinq meilleurs coureurs de l'équipe au classement individuel que sont Michał Kwiatkowski, 23e avec 194 points, Sylvain Chavanel, 24e avec 188 points, Zdeněk Štybar, 26e avec 172 points, Mark Cavendish, 29e avec 161 points, et Niki Terpstra, 53e avec 98 points,.
| Rang | Coureur             | Points |
| ---- | ------------------- | ------ |
| 23   | Michał Kwiatkowski  | 194    |
| 24   | Sylvain Chavanel    | 188    |
| 26   | Zdeněk Štybar       | 172    |
| 29   | Mark Cavendish      | 161    |
| 53   | Niki Terpstra       | 98     |
| 56   | Tony Martin         | 92     |
| 86   | Gianni Meersman     | 49     |
| 95   | Pieter Serry        | 40     |
| 113  | Matteo Trentin      | 23     |
| 131  | Nikolas Maes        | 16     |
| 139  | Tom Boonen          | 14     |
| 149  | Stijn Vandenbergh   | 10     |
| 152  | Peter Velits        | 10     |
| 157  | Alessandro Petacchi | 8      |
| 213  | Kristof Vandewalle  | 1      |
| 219  | Bert Grabsch        | 1      |
| 223  | Andrew Fenn         | 1      |